# 工學路
工學路（英語：Gongxue Rd.）為臺灣臺中市的重要道路之一，大致呈東西向，不分段。全路段皆位於臺中市南區境內，東起南和路，西至復興路二段/復興路一段接東興路一段。

## 行經行政區域
- 南區

## 沿線設施
（由東至西）
- 台中南和路郵局
- 台中高工